# Nobiltà messicana
La nobiltà messicana si riferisce alle famiglie nobili titolate e alla piccola nobiltà senza titolo del Messico. Molti dei discendenti di queste famiglie vivono ancora tutt'oggi in Messico, ma alcuni si possono trovare in Europa e in altri paesi.
Con le vittorie dei repubblicani messicani sulle monarchie del Primo Impero messicano, guidato da Agustín I, e il Secondo Impero messicano, sotto Massimiliano I—e la stesura della Costituzione Messicana del 1917— i titoli della nobiltà in Messico furono legalmente aboliti.

## Panoramica

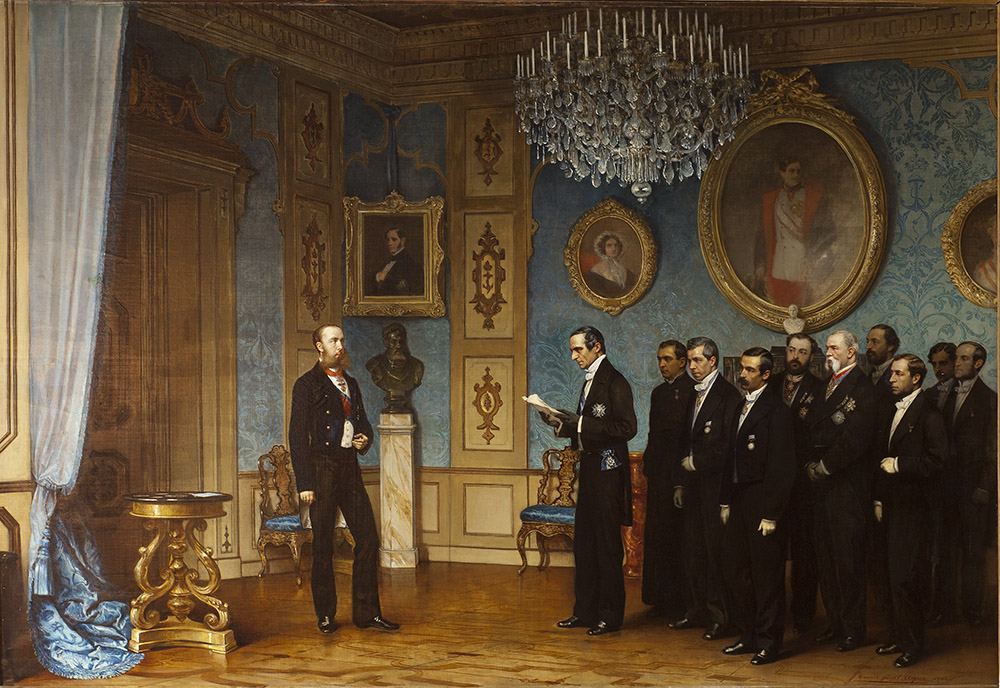
Una delegazione messicana, compresi molti membri della nobiltà messicana, offre il trono messicano all'Arciduca Massimiliano.

Dall'era pre-ispanica, e il prolugamento dei periodi vicereali e coloniale sotto gli Asburgo e i Borbone, al primo e Secondo Impero messicano e oltre, queste famiglie svolsero ruoli fondamentali nella storia del Messico. Ci sono diversi periodi della storia moderna del Messico, in cui alle famiglie è stato concesso lo status nobiliare e dato titoli. Mentre i titoli furono concessi in Messico per sé, altre famiglie portarono con sé i loro vecchi titoli dall'Europa.
I messicani che per matrimonio con stranieri titolati o attraverso l'acquisto diretto, acquisirono titoli di nobiltà dai paesi europei escluso la Spagna o il Vaticano. Questi furono principalmente titoli italiani e
tedeschi, con alcune rare eccezioni.
All'inizio del XIX secolo, la nobiltà messicana, sia titolata che senza titolo, consisteva di circa l'1,5% della popolazione del Messico, o approssimativamente a 200,000 individui.  I firmatari della Dichiarazione d'indipendenza del Messico includevano:il Marqués de San Juan de Rayas, il Marqués de Salvatierra, il Marqués de Salinas del Río Pisuerga, il Conde de Santa María de Regla, il Marqués de la Cadena, il Marqués de San Miguel de Aguayo, tra gli altri. Le famiglie leader attive nella politica, economia, il clero, arte e cultura del XVIII secolo e XIX secolo includevano:  Cervantes, Villaseñor, Tapia, Jasso, Ovando, Saavedra, Sosa, Fernández de Córdoba, Hurtado de Mendoza, Padilla, Padilla-Dávila, Oñate, Zaldívar, Díaz de Mendoza, Moncada, Dávalos-Bracamonte, Reynoso, Manso de Zúñiga, Gómez de Parada, Pérez de Salazar, Romero de Terreros, Rincón-Gallardo, Pérez Gálvez, Rul, Vivanco, Canal, Cañedo, Fernández de Jáuregui,  Valdivieso, Fagoaga, Echeverz, Castañiza, Gómez de la Cortina, Diez de Sollano, Busto, López de Zárate, Caserta, Trebuesto, García de Teruel, Vizcarra, Rábago, Sardaneta, Ozta, Azcárate, Samaniego, Cossío, Rivadeneyra, Cotera, Campa, Rodríguez Sáenz de Pedroso, Rivas-Cacho, Villar-Villamil, Soria-Villarroel, Sánchez de Tagle, Cabrero, López-Portillo, García-Pimentel, Vasconcelos, Berrueco, Lascurain, Villaurrutia, Errazu, Escandón, Yturbe, Yermo, Béistegui, Sánchez-Navarro, Fernández del Valle, García-Sancho e molti altri.
Storicamente, molte di queste famiglie messicane si imparentarono con la nobiltà europea e alcune di queste unioni hanno prodotto figure del calibro di Ranieri III, Principe di Monaco ed Elena Poniatowska, che era una discendente del fratello di Stanislao II Augusto Poniatowski l'ultimo Re di Polonia. Altre famiglie che si sono imparentate nella nobiltà europea comprendono i Gutiérrez de Estradas, e gli Iturbide—il Capo della Casa Imperiale del Messico in esilio, Maximilian von Götzen-Itúrbide, è sposato con un membro della nobiltà veneziana e croata.